# Lucia Ďuriš Nicholsonová
Lucia Ďuriš Nicholsonová (Bratislava, 28 novembre 1976) è una politica slovacca.
Membro del partito di centrodestra Libertà e Solidarietà, è stata sottosegretario di Stato al lavoro, gli affari sociali e la famiglia dal 2010 al 2012, vicepresidente del Consiglio nazionale slovacco dal 2016 al 2019 ed eurodeputata e presidente della commissione per l'occupazione e gli affari sociali del Parlamento europeo dal 2019

## Biografia
Nata a Bratislava nel 1976, prima dell'ingresso in politica ha esercitato la professione di giornalista in diversi media slovacchi come i quotidiani SME e The Slovak Spectator e i canali televisivi VTV e STV.
Alle elezioni parlamentari del 2010 si è candidata nelle liste di Libertà e Solidarietà (SaS) ed è stata eletta al Consiglio nazionale slovacco con 5.416 preferenze. Essendo il suo partito entrato nella nuova coalizione di governo, è stata nominata sottosegretario di Stato al lavoro, gli affari sociali e la famiglia nel governo guidato da Iveta Radičová, carica che ha mantenuto fino alla caduta del Governo nel 2012.

Nel 2016, dopo essere stata rieletta è stata nominata vicepresidente del Consiglio nazionale.
Nel 2019 si candida alle europee e viene eletta eurodeputata. Il 18 luglio 2019 viene eletta presidente della commissione per l'occupazione e gli affari sociali del Parlamento europeo, dopo che il Gruppo dei Conservatori e dei Riformisti Europei propone il suo nome come candidatura di compromesso a causa del duplice voto contrario della commissione alla candidatura della controversa ex Primo ministro della Polonia Beata Szydło.
Il 21 febbraio 2021 fu reso noto che Nicholsonová lasciava il partito SaS dopo una disputa con la ministra slovacca Veronika Remišová (Per il Popolo) sul tema dei fondi europei, mantenendo il suo seggio di eurodeputata.